# Robert Todd Lytle
Robert Todd Lytle (* 19. Mai 1804 in Williamsburg, Clermont County, Ohio; † 22. Dezember 1839 in New Orleans, Louisiana) war ein US-amerikanischer Politiker der Demokratischen Partei. Von 1833 bis 1835 war er Mitglied des Repräsentantenhauses der Vereinigten Staaten für den 1. Kongressdistrikt des Bundesstaates Ohio.

## Biografie
Robert Todd Lytle wurde als Sohn von William und Eliza Lytle in Williamsburg geboren. Er war Neffe von John Rowan. Er studierte an der University of Cincinnati und der University of Louisville. 1824 wurde er als Rechtsanwalt zugelassen und eröffnete eine Praxis in Cincinnati. 
1828 und 1829 war er Mitglied des Repräsentantenhauses von Ohio. 1833 trat er sein Amt im US-Repräsentantenhaus an. Im März 1834 legte er sein Mandat nieder. Er wurde aber in der Nachwahl im Dezember 1834 wieder gewählt und ging erneut als Abgeordneter ins House. Er absolvierte den Rest der Wahlperiode bis März 1835. Er ging wieder zurück nach Cincinnati und nahm seine Tätigkeit als Rechtsanwalt wieder auf.
Lytle starb im Alter von 35 Jahren in New Orleans. Er wurde auf dem Spring Grove Cemetery in Cincinnati beigesetzt. Er hatte vier Kinder, darunter den Politiker, Dichter und Brigadegeneral William Haines Lytle.